# Гленнагири
Гленнагири (Гленнагерах; англ. Glenageary; ирл. Gleann na gCaorach) — пригород в Ирландии, находится в графстве Дун-Лэаре-Ратдаун (провинция Ленстер).
Местная железнодорожная станция была открыта 1 ноября 1867 года.